# Telegram (сборник Бьорк)
Telegram (с англ. — «Телеграмма») — первый сборник ремиксов исландской певицы Бьорк, выпущенный в 1996 году. Это собрание ремиксов на песни из её второго альбома Post. Сборник также содержит новую песню «My Spine». Обложка и рекламные фото были сделаны японским фотографом Нобуёси Араки. В общей сложности было продано около 228 тысяч экземпляров только в США.
Бьорк об альбоме:

Для меня Telegram — это тоже Post, но просто все элементы песен преувеличены. Это как ядро альбома Post. Поэтому странно называть его ремиксом, это как бы наоборот. Это как бы обложка Post в розовых и оранжевых больших ленточках. Но Telegram более решительный, обнажённый. Не такой, который старались сделать приятным и милым на слух.
— из интервью журналу «Blah Blah Blah», декабрь 1996

## Список композиций
1. «Possibly Maybe» (Lucy Mix) — 3:02
2. «Hyperballad[англ.]» (Brodsky Quartet version) — 4:20
3. «Enjoy» (Further Over the Edge Mix) — 4:19
4. «My Spine» — 2:33
5. «I Miss You» (Dobie Rub Part One — Sunshine Mix) — 5:33
6. «Isobel[англ.]» (Deodato Mix) — 6:09
7. «You’ve Been Flirting Again» (Flirt as a Promise) — 3:20
8. «Cover Me» (Dillinja Mix) — 6:21
9. «Army of Me[англ.]» (Graham Massey Mix) — 5:15
10. «Headphones» (The Mëtri Mix) — 6:21

## Чарты
| Чарт (1997)        | Макс. позиция |
| ------------------ | ------------- |
| UK Albums Chart    | 59            |
| U.S. Billboard 200 | 66            |

## История издания
| Регион         | Дата           |
| -------------- | -------------- |
| Великобритания | Ноябрь 1996    |
| США            | 14 января 1997 |